# Kinnsibba
Kinnsibba (arab. ‏كنسبا‎) – miejscowość Syrii, w muhafazie Latakia. W spisie z 2004 roku liczyła 514 mieszkańców.

## Historia
Według danych z 2006 roku Kinnsibbę zamieszkiwali zarówno chrześcijanie jak i muzułmanie.
Podczas wojny w Syrii miejscowość była zajmowana przez islamistów, 18 lutego 2016 odbita przez syryjską armię.